# Jefim Moissejewitsch Babezki

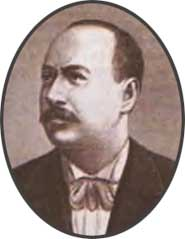
Foto vom Ende des 19. Jahrhunderts.

Jefim Moissejewitsch Babezki (russisch Ефим Моисеевич Бабецкий; * 1860 in Jewpatorija; † 9. Dezemberjul. / 22. Dezember 1916greg. in Charkow) war ein russischer Dramaturg, Übersetzer von Dramen, Theaterkritiker und Librettist.

## Leben
Geboren wurde er 1860 in Jewpatorija; 1878 erfolgte der Abschluss des Kertsch-Gymnasiums (nach anderen Angaben Simferopol).
Von 1878 bis 1881 war er Freier Student an der Juristischen Fakultät der Universität Charkow.
Von 1880 bis in die 1910er Jahre war er regelmäßiger Mitarbeiter der Charkower Zeitung Juschny Krai russisch «Южный край»; ab den späten 1900er Jahren Leiter der Abteilung für lokale Chronik der Zeitung „Juschny Krai“. 1896 wurde er Agent der Gesellschaft der russischen Theaterautoren und Opernkomponisten, begleitete offiziell die Gesellschaft der russischen Theaterautoren und Opernkomponisten Mitglieder im Süden und Südwesten Russlands. 1912 gründete er den Charkower Literatur- und Künstlerkreis.
In den 1910er Jahren wurde ihm der Titel eines erblichen Ehrenbürgers von Charkow verliehen.
Im Jahre 1915 war er Opfer eines Eisenbahnunfalls, als er von der Krim zurückkehrte. Die Verletzungen führten zu längerer Krankheit und Tod. Er starb in Charkow am 9. Dezember 1916 und wurde auf dem evangelischen Friedhof begraben.
Nach eigenen Angaben begann E. Babetskij seine Arbeit „in der russischen Presse seit 1877“ (Zeitung „Rede“ russisch «Речь», 1914, 7. Januar).
Im Jahr 1889 veröffentlichte er seine erste Komödie „Die erste Lüge“ (russisch «Первая ложь»). Insgesamt zählte Babetskijs dramatisches Erbe mehr als 30 Stücke, Bearbeitungen und dramatische Übersetzungen. Er tendierte zu Komödien und Farcen. Die Theaterkritiker hielten Babetskijs Stücke von der Handlung her für uninteressant, zu melodramatisch. Den Verdiensten zugeschrieben werden die satirische Ausrichtung, die Lebendigkeit der Intrige und der szenische Charakter von Babetskijs Stücken.
Babetskij ist der Autor von Übersetzungen von 55 Opernlibrettos zusammen mit A. M. Nazarov (veröffentlicht unter dem gemeinsamen Pseudonym Amem).
Er korrespondierte mit vielen russischen Theaterpersönlichkeiten. Ein Teil des brieflichen Nachlasses von Babetskij ist im Russischen Staatsarchiv für Literatur und Kunst.